# Departamento de Santa Rosa (departement)
Departamento de Santa Rosa är ett departement i Guatemala. Det ligger i den södra delen av landet, 60 km söder om huvudstaden Guatemala City. Antalet invånare är 301 370. Arean är 2 295 kvadratkilometer.
Terrängen i Departamento de Santa Rosa är bergig åt nordost, men åt sydväst är den kuperad.
Departamento de Santa Rosa delas in i:

1. Municipio de Taxisco
2. Municipio de Santa Rosa de Lima
3. Municipio de Santa María Ixhuatán
4. Municipio de Santa Cruz Naranjo
5. Municipio de San Rafael Las Flores
6. Municipio de San Juan Tecuaco
7. Municipio de Pueblo Nuevo Viñas
8. Municipio de Oratorio
9. Municipio de Nueva Santa Rosa
10. Municipio de Guazacapán
11. Municipio de Cuilapa
12. Municipio de Chiquimulilla
13. Municipio de Casillas
14. Municipio de Barberena

Följande samhällen finns i Departamento de Santa Rosa:

- Barberena
- Cuilapa
- Oratorio
- Nueva Santa Rosa
- Casillas
- Guazacapán
- Santa Cruz Naranjo
- Santa Rosa de Lima
- Pueblo Nuevo Viñas
- Santa María Ixhuatán
- San Rafael Las Flores
- San Juan Tecuaco